# Snow Flat Snow Survey Shelter
Le Snow Flat Snow Survey Shelter est un bâtiment du comté de Mariposa, en Californie, dans le sud-ouest des États-Unis. Protégé au sein du parc national de Yosemite, il a été construit en 1947 pour abriter du personnel chargé de relevés nivologiques dans la région. Il
est inscrit au Registre national des lieux historiques depuis le 18 juillet 2014.